# Winder
Winder è una città degli Stati Uniti d'America, situata nello Stato della Georgia e in particolare nella contea di Barrow, della quale è il capoluogo.